# 恩田尚之
恩田尚之（日语：／ Onda Naoyuki，1962年12月17日—）是日本的动画师、人物设计、作画监督。出生于北海道。

## 简介
和漫画家安彦良和、同是动画师的湖川友謙這兩位前輩人物，均為北海道遠轻高等学校的毕业生。1979年进入湖川的作画工作室「Beebow」（同時期加入者尚有北爪宏幸、大森英敏等人）。后初次担任《圣战士DUNBINE》的原画。早期畫風仍深受湖川影響，但在參與上條淳士漫畫原作改編的OVA《TO-Y》之後，逐漸摸索出個人風格。其后经常担任多部動畫的人物設定與作画监督。

## 参加作品

### 電視動畫
- 阿拉蕾（1981-1986年，動畫）
- 战斗装甲（1982-1983年，動畫）
- 圣战士丹拜因（1983-1984年，原畫、動畫、動畫檢查）
- 重战机（1984-1985年，原畫・動畫檢查）
- 阿爾卑斯玫瑰（1985年，片頭原畫）
- 机动战士Z鋼彈（1985年-1986年，作畫監督、原畫）
- 超兽机神（1985年，原畫）
- 机动战士鋼彈ZZ（1986年-1987年，作畫監督、原畫）
- 光之传说（1986年，作畫監督）
- 魔法少女砂沙美（1996年，作畫監督）
- 大運動会（1997年，OP原畫）
- 新天地無用!（1997年，OP ED原畫、作監協力）
- 神秘的世界（1998年，OP原畫）
- 羅德斯島戰記-英雄騎士傳-（1998年，作畫監督、ED原畫）
- 虫孽（1999年-2000年，OP・ED原畫）
- 沉默的未知（2000年-2001年，原畫）
- 魔法遊戯 飛び出す!!ハナマル大冒険（2001年-2002年，作畫監督）
- 禁猎魔女（2002年，分鏡、作畫監督、原畫）
- 小公主優希（2002年-2003年，作畫監督、原畫）
- 超重神Gravion（2002年，原畫）
- 棋靈王（2001年-2003年，作畫監督、原畫）
- 機動戰士鋼彈SEED（2002年-2003年，原畫）
- The Big O 第二季（2003年，OP原畫）
- 最後流亡（2003年，作畫監督）
- 狼雨（2003年，作畫監督）
- TEXHNOLYZE（2003年，作畫監督）
- 急救超人兵團（2003年、原畫）
- GANTZ（2004年，人物設定、總作畫監督）
- KURAU Phantom Memory（2004年，作畫監督補佐）
- 巖窟王（2004年-2005年，作畫監督）
- 校園迷糊大王（2004年-2005年，原畫）
- Ergo Proxy（2006年，人物設定、作畫監督、原画）
- 幕末机关说（2006年-2007年，作畫監督、原畫）
- 家庭教師Hitman REBORN!（2006年，原畫）
- 機動戰士鋼彈00（2007年-2008年，作畫監督）
- BLASSREITER（2008年，人物設定、總作畫監督）
- 古城荊棘王（2010年，總作畫監督）
- 我的妹妹哪有這麼可愛（2010年、原畫）
- 緋色的碎片（2012年，人物設定、總作畫監督、OP總作畫監督、ED作畫監督）
- 緋色的碎片 第二章（2012年，人物設定、總作畫監督、OPED作畫監督）
- PSYCHO-PASS（2013年，人物設定協力、總作畫監督）
- 巴哈姆特之怒 GENESIS（2014年，人物設定、總作畫監督）
- 巴哈姆特之怒 VIRGIN SOULS（2017年，人物設定、總作畫監督）
- 犬屋敷（2017年，人物設定、作畫監督）
- 牙狼-GARO- -VANISHING LINE-（2018年、原畫）
- Manaria Friends（2019年，片尾插畫）
- Psycho-Pass 3（2019年，人物設定）
- 別對映像研出手！（2020年，作畫監督）
- MF GHOST（2023年，人物設定、總作畫監督）

### OVA
- 战斗吧！！伊库萨1（1985年、原画）
- 超神传说流浪童子（18禁作品，1987年、原画）
- TO-Y（1987年、人物設定・作画監督）
- 大魔獸激鬥 鋼之鬼（1987年、人物設定・作画監督）
- 魔界都市〈新宿〉（1988年、作画監督）
- 聖獣機CYGUARD（1989年、作画監督補佐・原画）
- 間之楔（18禁作品，1992、1994年，人物設定、作画監督）

### 電影
- 《追殺比爾》（2003年、片中動畫段落原畫）
- 電影版《机动戰士Z鋼彈》（新作畫面作画監督）
- 電影版《机动戰士高达 闪光的哈萨维》（2020年、人物设定，与Pablo Uchida合作）